# Ayos Nikólaos (Creta)
Ayos Nikólaos (en griego Άγιος Νικόλαος, Ágios Nikólaos, «San Nicolás») es una pequeña ciudad y un municipio de la isla de Creta en Grecia. Es la capital de la unidad periférica de Lasithi.
Está situado junto al mar, en la zona nororiental de Creta. En el año 2011 el municipio contaba con una población de 27 074 habitantes y la ciudad tenía 11 421.
Es una ciudad turística, siendo su principal característica que tiene un lago de agua salada en pleno centro de la ciudad.

## Historia

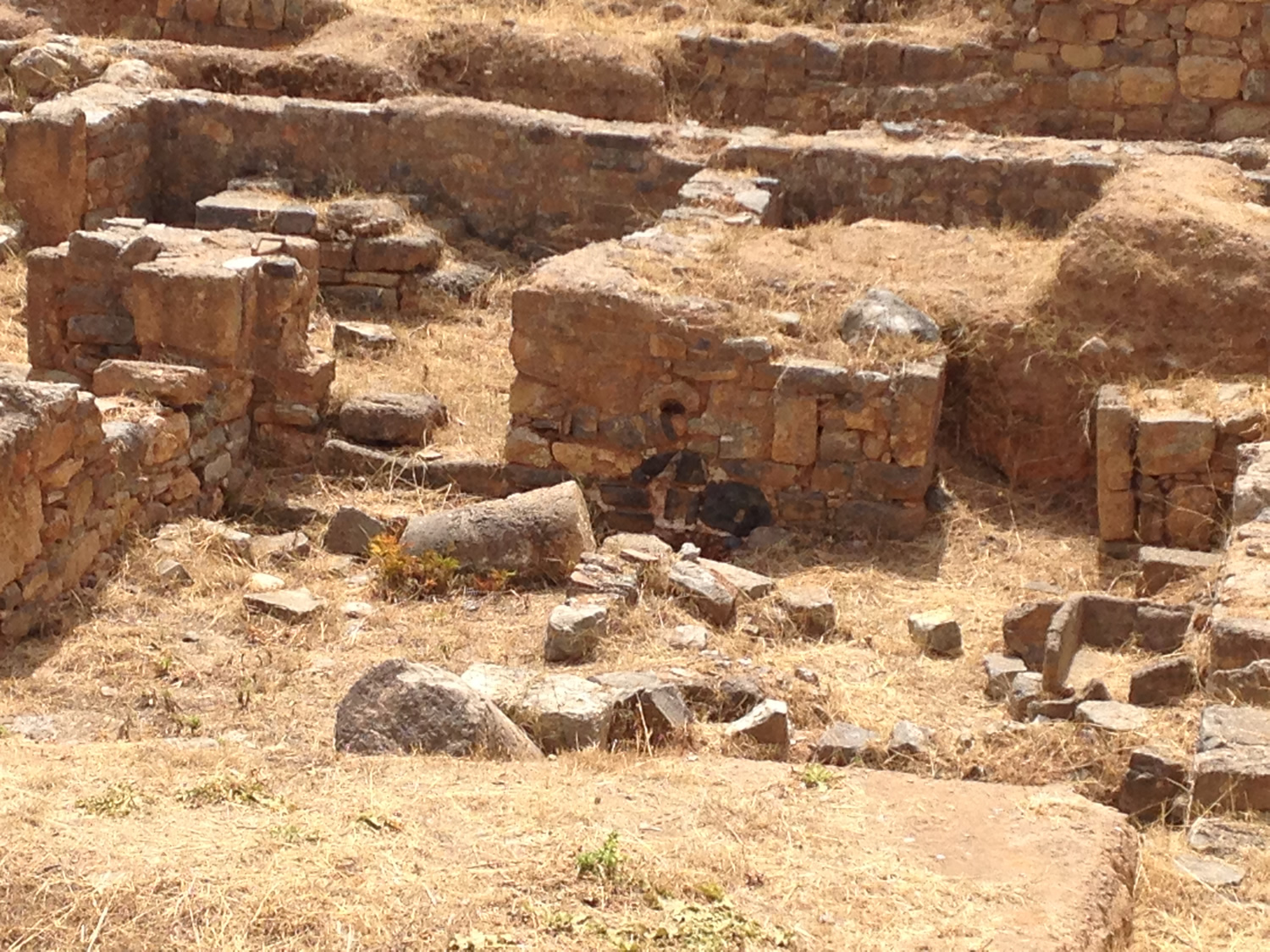
Restos de la antigua Kamara, en Agios Nikolaos.

En su territorio se ubicó la antigua ciudad de Kamara, llamada así por un edificio abovedado, y de la que se considera que era el puerto de la ciudad de Lato. Probablemente a fines del siglo III o principios del II a. C., quizá debido al crecimiento de la navegación y el comercio, los habitantes de Lato abandonaron paulatinamente su ciudad para trasladarse al puerto de Kamara. Por otra parte, Kamara es citada en la lista de 22 ciudades de Creta del geógrafo bizantino del siglo VI Hierocles.

## Clima
Su clima es mediterráneo, pero al estar en el norte de la isla es más húmedo que el sur debido a la menor incidencia de los rayos solares (vertiente de umbría al norte y de solana al sur).